# Baronissi
Baronissi (Barunisse in dialetto locale) è un comune italiano di 16 820 abitanti della provincia di Salerno in Campania.

## Geografia fisica

### Territorio
Baronissi si trova lungo la SS 88, a circa 8 km a nord di Salerno, 5 da Mercato San Severino e circa 35 da Avellino. È sita al centro della Valle dell'Irno, in una conca dove sorge il fiume omonimo. Nel territorio comunale (nei pressi di Capo Saragnano) si trova il Parco naturale Diecimare.
Il capoluogo è urbanisticamente saldato, alla periferia orientale, con la frazione di Sava, la più popolosa del comune. Il recente sviluppo demografico ha portato Baronissi, soprattutto nell'ultimo decennio, ad un notevole incremento edilizio. Nella zona periferica chiamata Cariti, ad esempio, è sorto nei primi anni dopo il 2000 un nuovo quartiere che a seguito del concorso "Diamo un nome al quartiere", organizzato dall'Associazione "Per Cariti", a cui hanno partecipato gli alunni delle scuole elementari e medie, è stato scelto da un'apposita commissione il nome "Nuova Irno".
- Classificazione sismica: zona 2 (sismicità media), Ordinanza PCM. 3274 del 20/03/2003.
- Classificazione climatica: zona D, 1437 GG.

## Origini del nome
L'origine del nome Baronissi è probabilmente da ricollegare a baronia, termine del mondo feudale che indicava il possedimento o la giurisdizione del barone.

## Storia
La costituzione del comune di Baronissi, situato al centro della valle dell'Irno, si deve a due importanti personaggi: Giuseppe Bonaparte (re di Napoli e poi di Spagna) e Gioacchino Murat, generale francese e re di Napoli che sposò la sorella di Napoleone nel 1797. Il primo abolì il sistema feudale, il secondo proclamò, il 26 gennaio 1810, il comune di Baronissi.
Lo storico palazzo municipale, danneggiato dal terremoto dell'Irpinia del 1980, è stato successivamente demolito e rimpiazzato da un moderno edificio inaugurato nel 1998.
Il centro storico di Baronissi è costituito da un gruppo di Casali, si trova nella parte alta ad ovest del paese. I Casali (Casa Fumo, Casa Mari, Casa Napoli e Casal Sinscalco) si trovano tra la chiesa collinare del "SS.Salvatore" e la "Villa Farina" (non lontana dal municipio), appartenente alla omonima famiglia nobile locale.
Dal 1811 al 1860 è stato capoluogo dell'omonimo circondario appartenente al Distretto di Salerno del Regno delle Due Sicilie.
Dal 1860 al 1927, durante il Regno d'Italia è stato capoluogo dell'omonimo mandamento appartenente al Circondario di Salerno.
Con D.P.R. del 7 maggio 2010 è stata insignita del titolo di Città d'Italia.

### Simboli
Lo stemma e il gonfalone di Baronissi sono stati concessi con decreto del presidente della Repubblica del 10 aprile 1975.
Il gonfalone è un drappo partito di rosso e di bianco.

## Monumenti e luoghi d'interesse
- Convento della Santissima Trinità, la cui fondazione, secondo un'antica leggenda, risale al 1212 ma, secondo studi approfonditi, ai primi decenni del Quattrocento, sotto l'impulso di san Bernardino da Siena e san Giovanni da Capestrano.
- Chiesa del Santissimo Salvatore (in collina, presso Saragnano), con la statua dell'Assunta di Nicolò Fumo, originario proprio di questa frazione.
- Villa Farina (XIX secolo), nel quartiere storico dei Casali, non lontana da Saragnano.
- Villa romana (I secolo d.C.), conosciuta col nome delle "Catacombe", a Sava.[8] per aver svolto per secoli la funzione di ossario per le famiglie nobili locali.

## Società

### Evoluzione demografica
Abitanti censiti

### Etnie e minoranze straniere
Al 1º gennaio 2023 erano presenti sul territorio 599 stranieri, pari al 3,56 % degli abitanti.

### Religione
La maggioranza della popolazione è di religione cristiana di rito cattolico; il comune appartiene all'arcidiocesi di Salerno-Campagna-Acerno.
L'altra confessione cristiana presente è quella evangelica con una comunità:
- Chiesa Evangelica dei Fratelli[12].

## Cultura

### Istruzione

#### Università
Baronissi ospita la facoltà di medicina e chirurgia dell'Università degli Studi di Salerno.

### Casa della Poesia
Dal 1995 funziona la Casa della Poesia, sia come struttura fisica che come luogo d'incontro e manifestazioni non solamente poetiche, ma culturali in genere. Creata principalmente ad opera di Sergio Iagulli, ha avuto come presidente onorario lo scrittore bosniaco Izet Sarajlić (1930-2002), ed ha ospitato negli anni numerose personalità internazionali della letteratura, come ad esempio Lawrence Ferlinghetti, Agneta Falk e Jack Hirschman. Quest'ultimo (insieme con la consorte Falk) è tra i più continui frequentatori dell'iniziativa.

La casa, inizialmente situata nella frazione baroniense di Aiello e poi in alcuni locali del Convento di San Francesco, dal 21 marzo 2008 si avvale di una "casa dei poeti" che conta una biblioteca, una videoteca, uno spazio per performance artistiche e lettura di poesie, ed alloggi per i poeti ospiti.

### Eventi
- Baronissi Jazz Festival: si svolge ogni luglio dal 1996 nell'"Anfiteatro", un moderno emiciclo costruito a metà degli anni novanta e situato nella frazione di Sava nei pressi del confine con l'abitato di Baronissi. Tra i suoi ospiti ha annoverato il pianista francese Michel Petrucciani.
- Irno Comix & Games: si svolge dal 2016 ed è una fiera del fumetto della durata di 2 giorni che vede la partecipazione di stand espositivi, disegnatori e cosplayer, quest'ultimi impegnati nella tradizionale "Gara Cosplay" che si svolge nel secondo giorno di fiera.[17] Si tiene presso il Parco della Rinascita.[18] L'edizione invernale si svolge a Salerno, in Villa Carrara. L'edizione 2020, come per molte altre fiere del settore, non si è svolta a causa delle restrizioni imposte dal governo per contenere la Pandemia di COVID-19 del 2019-2021[19] mentre quella invernale si è svolta in Streaming online indicando come sede "virtuale" Villa Carrara a Salerno.[20]

## Geografia antropica

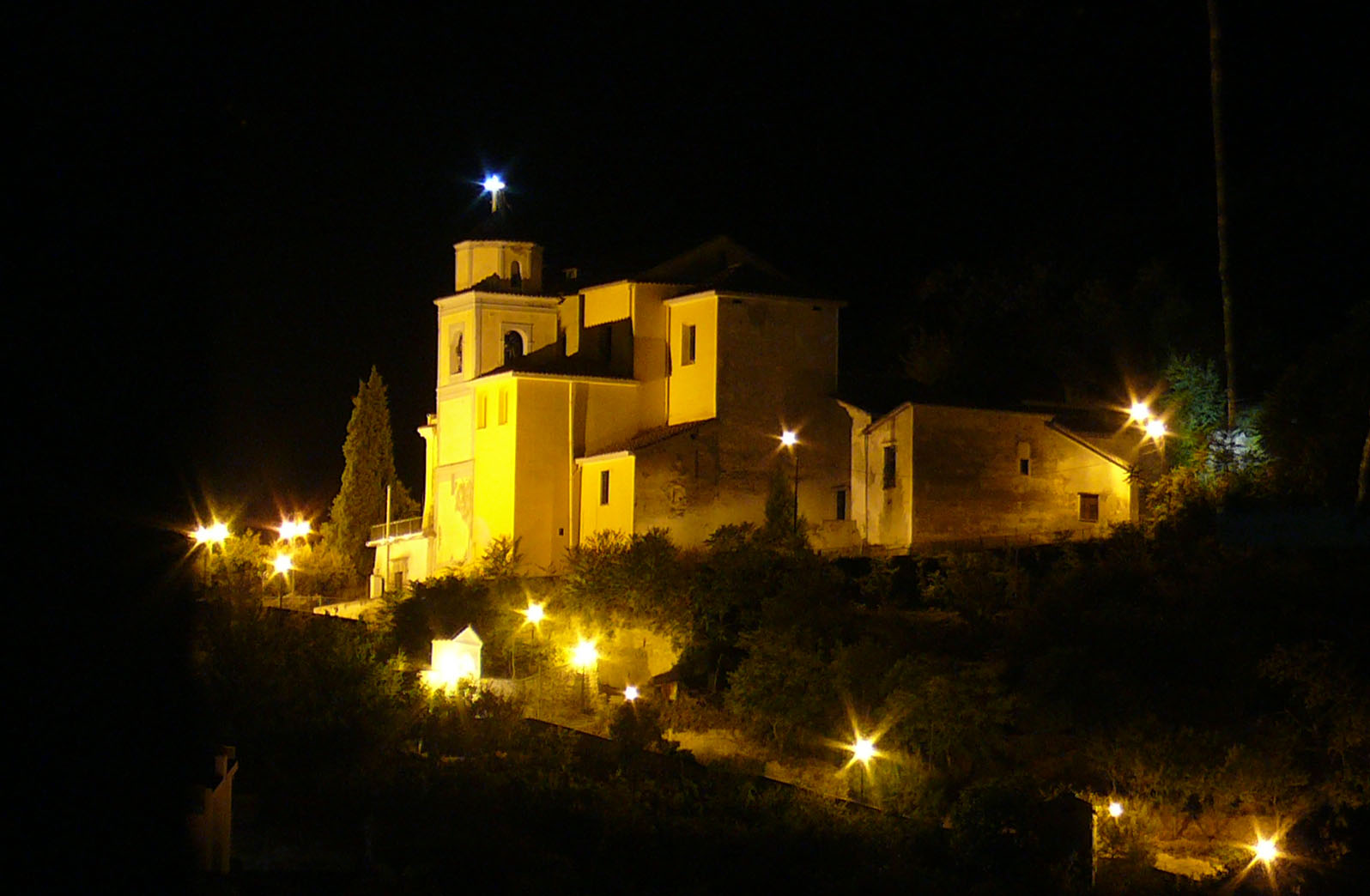
Saragnano, chiesa del Santissimo Salvatore

In base allo statuto comunale le frazioni di Baronissi sono nove:
- Acquamela: La frazione, seconda per popolazione a Sava, si trova a poco meno di 2 km a sud di Baronissi, sulla SS 88, e conta una propria stazione ferroviaria. Vi ha sede il cimitero comunale e nel centro vi scorre il fiume Irno. Il villaggio fu feudo della nobile famiglia de Ruggiero, la Regina di Napoli Margherita di Durazzo si rifugiò in questo villaggio per scampare alla peste e dimorò in un sontuoso palazzo (Palazzo Durazzo) probabilmente di proprietà dei de Ruggiero baroni di Acquamela, per incuria e mancanza di restauri crollò nel 2013.
- Aiello: È sito in collina, nei pressi dell'autostrada, a ridosso di Acquamela. L'abitato, diviso in Aiello Superiore ed Inferiore è raggiungibile mediante la Strada Provinciale 335 Acquamela-Aiello, sorge al confine con Cologna (frazione di Pellezzano), nella contrada di "Nufilo". La medesima contrada è vicina alle sponde del fiume Irno, in una zona (condivisa col comune di Pellezzano), attrezzata nel 2005 a parco, ha ospitato numerose famiglie dedite all'arte della lavorazoine della Lana e alla coltivazione della terra che si sono distinte anche nella vita economica e sociale come i D'Arco i Greco e altre.

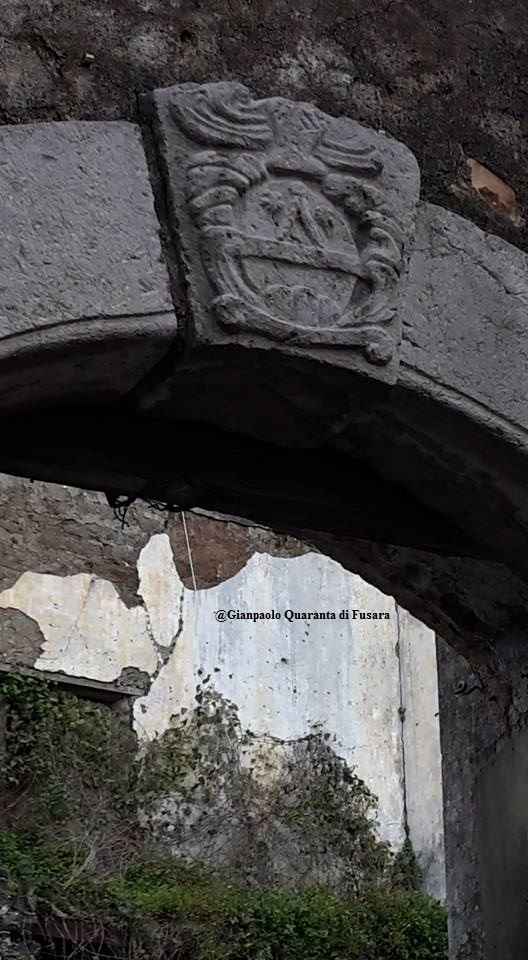
Portale del Palazzo di Antonio Villari ad Antessano

- Antessano: Sorge nei pressi dello svincolo autostradale di Baronissi e molto vicino ad Acquamela; ed un suo "simbolo" sono due secolari alberi di Tiglio. La chiesa Parrocchiale di Antessano è dedicata a Sant'Andrea Apostolo, e la prima menzione che se ne conosce risale al 1309. Antessano diventa un villaggio autonomo nei primi anni del XVIII sec. mentre prima faceva parte dello Stato di Fusara e tutta la zona era denominata Terrae Fusariae. Nel borgo si possono notare i Palazzi Villari, Quaranta e Guarino-Ronca, appartenenti alle famiglie dominanti del posto. Da alcuni anni è in corso di progettazione una strada che la collegherà con Fusara.
- Capo Saragnano: La piccola frazione sorge in collina, ai piedi del monte Diecimari (sede del parco regionale omonimo), a metà strada fra Capriglia e Saragnano. La chiesa, sita in centro, è quella della Madonna del Carmine, ed inoltre conta una contrada sulla strada del monte chiamata "Cavatelle". Altre località rurali site nel paese sono "Lucarelli" e "Palmatelle".
- Caprecano: Si trova a meno di 1 km da Sava, in collina, su una strada terminale che porta a Fusara. Oltre al nucleo centrale vi è una contrada chiamata "Pagano" ed una zona rurale, collegata con Sava, chiamata "Fariconda".

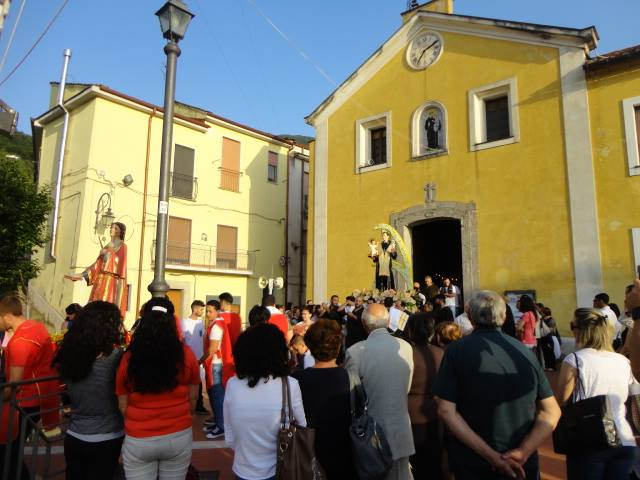
La chiesa di Fusara

- Fusara: La frazione, posta in una valle ai piedi del Montestella, è documentata dal 1020. Il suo nome (Fusaria) deriva probabilmente dalla presenza di un fusaro, ossia un artigiano addetto alla filatura della lana. Nel Medioevo è documentata l'esistenza di diversi feudi ed "università", organi di amministrazione locale e autonoma. Il casale di Fusara rientrava nell'Università generale di Sanseverino. Nel 1740 l'Università di Saragnano, cui afferivano i casali circostanti, tra cui quello di Fusara, fu denominata Università di Saragnano e di Baronissi, poiché quest'ultima aveva raggiunto un particolare sviluppo. Con la dominazione francese, nel 1810, l'Università fu trasformata in circondario (Comune), con sede centrale in Baronissi e Fusara, con tutti gli altri Casali, che ancora oggi costituiscono il territorio dell'attuale Comune, entrò a farne parte. Il santuario mariano di Monte Stella è situato sulla cima del monte. La chiesa di Santo Stefano protomartire, risale all'anno 1000. Nel 1309 essa è con il rettore Nicola Marino di Sorrento e il cappellano Nicola de Anselone. La relazione di Santa Visita del cardinale Fregoso nel 1511 la dice parrocchia e il pastore la elenca nella Carta di Sava. Seriamente danneggiata dal terremoto del 23 novembre del 1980, è stata successivamente riaperta al culto. Fusara fu feudo della famiglia Quaranta dal 1636.
- Orignano : La frazione sorge ai piedi del Monte Bastiglia. Gli abitanti fino a qualche decennio fa si dedicavano tra le altre attività alla realizzazione di manufatti in canna come cesti e contenitori di ogni forma. La piccola Chiesa che domina la frazione e dalla quale si può ammirare tutta la Valle dell'Irno è dedicata al culto di Santa Lucia e Sant'Aniello. Tra gli anni 1980 e 1990 qui si svolgeva la "Sagra della Ciliegia" che rappresentava l'apertura della stagione di questo tipo di manifestazioni e che attirava visitatori da tutta la Regione.
- Saragnano: È sita non lontano dai Casali, il centro storico di Baronissi, al confine con la frazione Capriglia del comune di Pellezzano. La chiesa locale è quella di San Rocco ed è urbanisticamente saldata con le piccole frazioni di Casal Barone e Casal Siniscalco.
- Sepolcro di Casa Gajano Baronissi Convento della SS.Trinità

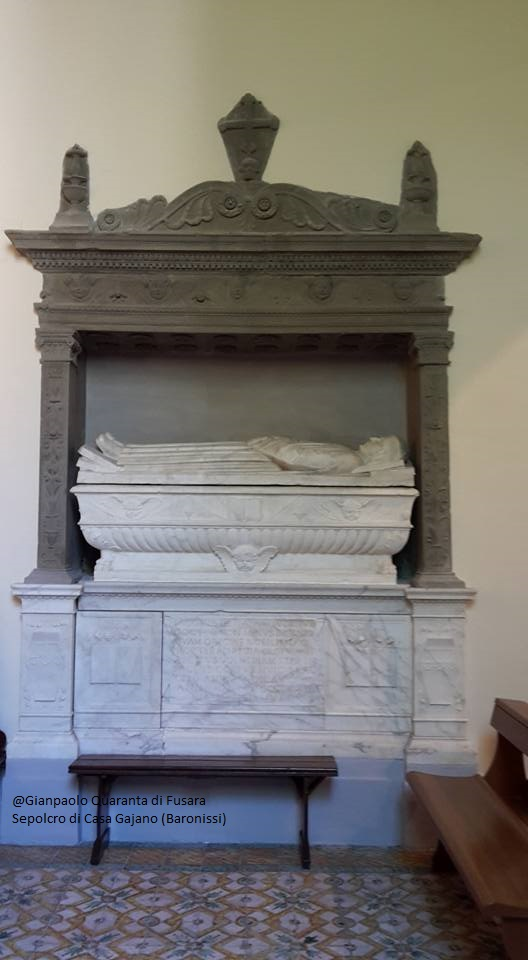
Sepolcro di Casa Gajano Baronissi Convento della SS.Trinità

Sava: È la maggiore frazione ed è urbanisticamente contigua con Baronissi, ai confini col comune di Fisciano. In loco si trovano il Convento della SS.ma Trinità, una villa romana chiamata "Catacombe" (in quanto fu successivamente adibita a quest'uso per le famiglie nobili locali, i Gajano, i Campanile, gli Scalea), lo stadio comunale, la zona industriale, la sede distaccata universitaria ed un moderno anfiteatro in cui, fra le varie manifestazioni, si svolgono il festival del Jazz e la rassegna teatrale del comune. Qui sorge il centro sociale della città, intitolato a Francesco Giordano, giovane musicista locale morto di leucemia nel 2003. Il centro è stato inaugurato nel 2004, per poi essere in seguito chiuso ristrutturato ed inaugurato nuovamente nel Gennaio 2020.

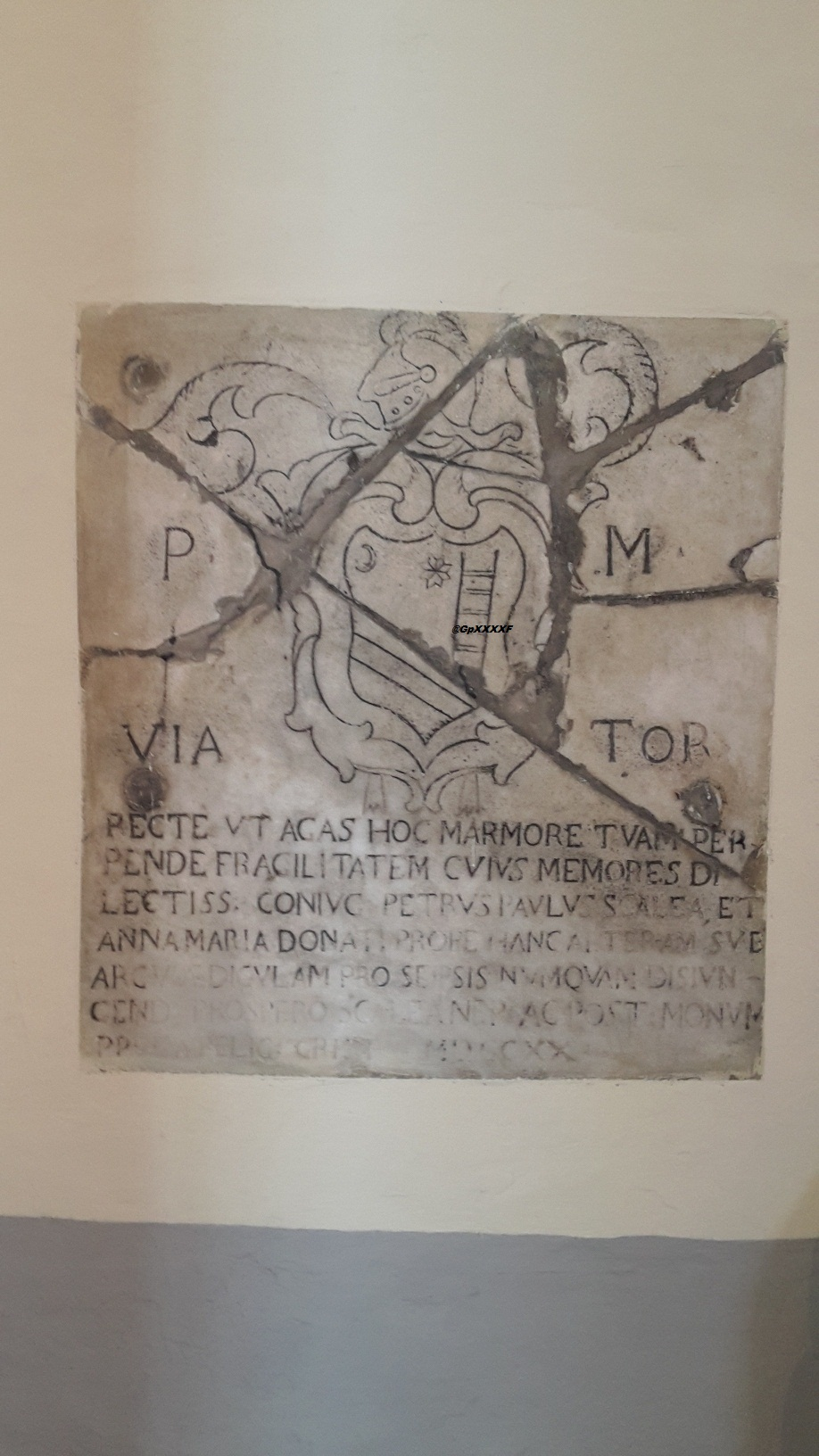
Stemma di Casa Scalea di Sava

Altre località, non citate nello statuto, sono:
- Casal Barone, sorge lungo la Strada Provinciale 320, urbanisticamente contigua con Saragnano, sita a meno di 1 km da Baronissi. Le strade principali su cui si sviluppa l'abitato sono via Cirillo e via Conforti.

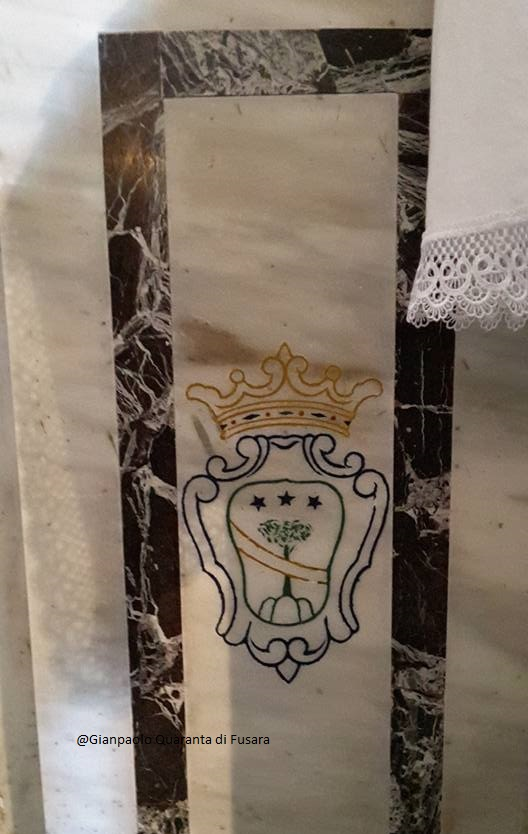
Stemma dei Siniscalco di CasalSiniscalco Baronissi (SA) Convento SS.Trinità.

- Stemma dei Siniscalco di CasalSiniscalco Baronissi (SA) Convento SS.Trinità. Casal Siniscalco, dominata dalla famiglia Siniscalco, composta da un paio di strade, nei pressi della chiesa del SS. Salvatore e di Saragnano.

## Infrastrutture e trasporti

### Strade
Il territorio comunale è attraversato dall'Autostrada A2, con due svincoli: quello di Baronissi Sud si trova nella frazione di Antessano, quello di Baronissi Nord serve altresì Lancusi (frazione di Fisciano), le frazioni baroniensi di Sava ed Orignano, nonché la zona industriale, l'Ikea, ed il locale distaccamento universitario. Le linee principali di autobus Busitalia Campania che collegano il comune con i centri vicini ed il capoluogo sono la 10 (Fuorni-Mercato San Severino), la 22 (Salerno-Capriglia-Baronissi) la 23 (Salerno-Baronissi-Calvanico) e le linee universitarie 7, 17 e 27.
Le strade regionali e provinciali che attraversano l territorio comunale sono:
- Strada Regionale ex SS 88 Bivio SP 222-Bivio SP 219-Baronissi-Bivio SP 26.
- Strada Provinciale 27 Fratte-Pellezzano-Baronissi.
- Strada Provinciale 27 dir. Variante di Saragnano: Innesto SP 27 - Innesto SP 320.
- Strada Provinciale 219 Baronissi-Penta-Gaiano.
- Strada Provinciale 249 Macello-Antessano-Calvi.
- Strada Provinciale 300 Sava-Caprecano-Fusara.
- Strada Provinciale 301 Saragnano-Capo Saragnano.
- Strada Provinciale 320 Innesto SS 88-Acquamela-Cimitero-Casalbarone-Starza-Saragnano-SP 27.
- Strada Provinciale 335 Acquamela-Aiello.

### Ferrovie
Baronissi è dotata di una stazione ferroviaria sulla linea Salerno-Mercato San Severino, e sulla stessa linea sorge anche la stazione di Acquamela, sua frazione.
È in fase di progettazione non definitiva, nell'area di Baronissi, la Stazione AV di Salerno Nord, che dovrebbe servire la tratta ad alta velocità tra Napoli e Reggio Calabria.

## Economia
L'economia della città si basa su diverse risorse, in particolare le attività terziarie e secondarie; centro industriale della Campania, vi sono numerose attività nel settore tessile, dell'abbigliamento, chimico, metallurgico e siderurgico.

## Amministrazione

Gonfalone civico

| Periodo | Periodo   | Primo cittadino      | Partito              | Carica      | Note |
| ------- | --------- | -------------------- | -------------------- | ----------- | ---- |
| 1943    | 1944      | Gennaro Santoro      |                      | Sindaco     |      |
| 1944    | 1946      | Oreste Cuoco         |                      | Sindaco     |      |
| 1946    | 1952      | Gennaro Farina       |                      | Sindaco     |      |
| 1952    | 1965      | Giovanni Dell'Acqua  |                      | Sindaco     |      |
| 1965    | 1970      | Domenico Negri       |                      | Sindaco     |      |
| 1970    | 1980      | Giovanni Dell'Acqua  |                      | Sindaco     |      |
| 1980    | 1983      | Rosario Pappalardo   |                      | Sindaco     |      |
| 1983    | 1985      | Domenico Negri       |                      | Sindaco     |      |
| 1985    | 1987      | Giovanni Dell'Acqua  |                      | Sindaco     |      |
| 1987    | 1988      | Domenico Negri       |                      | Sindaco     |      |
| 1988    | 1990      | Pietro De Divitiis   | Democrazia Cristiana | Sindaco     |      |
| 1990    | 1993      | Rosario Pappalardo   | Democrazia Cristiana | Sindaco     |      |
| 1993    | 1994      | Vincenzo De Santis   | Democrazia Cristiana | Sindaco     |      |
| 1994    | 1994      | Pietro Ferrara       |                      | Commissario |      |
| 1994    | 2003      | Giovanni Moscatiello | Lista civica         | Sindaco     |      |
| 2003    | 2009      | Francesco Cosimato   | Lista civica         | Sindaco     |      |
| 2009    | 2009      | Rosa La Ragione      |                      | Commissario |      |
| 2009    | 2014      | Giovanni Moscatiello | Lista civica         | Sindaco     |      |
| 2014    | 2024      | Gianfranco Valiante  | Partito Democratico  | Sindaco     |      |
| 2024    | in carica | Anna Petta           | Partito Democratico  | Sindaco     |      |

### Gemellaggi
- Portes-lès-Valence, dal 16 settembre 2006

### Altre informazioni amministrative
Il comune fa parte della Comunità montana Irno - Solofrana e dell'Unione dei Comuni dell'Irno.
Le competenze in materia di difesa del suolo sono delegate dalla Campania all'Autorità di bacino regionale Destra Sele.

## Sport

### Impianti sportivi
- Palazzetto dello sport PalaIrno - Nando Nobile, sito nella frazione Sava;
- Campo di calcio G. Figliolia, sito nella frazione Sava[26];
- Pista di atletica con campo di calcio Libertas SS. Salvatore, sita nella frazione Saragnano[26];
- Piscina  Millennium, sita in Casal Barone.